# Bâtiment de la Caisse de Pensions de Barcelone
Le bâtiment de la Caisse de Pensions de Barcelone est situé dans la Vieille ville de Barcelone. Il a été bâti entre 1914 et 1917, œuvre d'Enric Sagnier en style néogothique.
Cet immeuble est inscrit comme Bien Culturel d'Intérêt Local (BCIL) dans le Recensement du Patrimoine Culturel catalan.

## Histoire et description

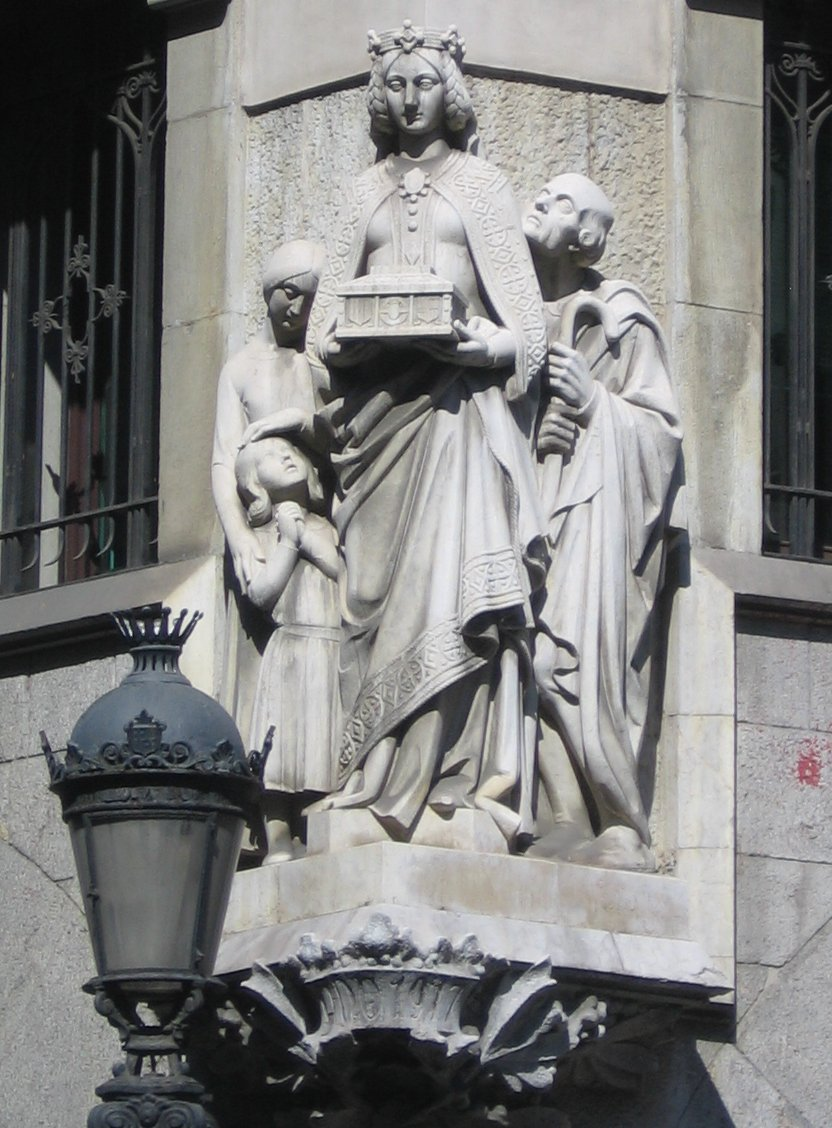
Épargne, de Manuel Fuxá.

Ce bâtiment, siège central original de la Caisse de Pensions pour la Vieillesse et d'Épargnes de la Catalogne et les Baléares (« la Caixa »), est une des œuvres les plus importantes de Sagnier. Il l'a conçue avec un programme mixte de bureaux aux étages bas et de logements de location aux étages supérieurs, pour rentabiliser l'investissement. Le premier projet de l'architecte date d'avril 1913. Les travaux sont attribués aux entrepreneurs Salvador Serra, Josep Barba et Société Anonyme Constructions et Dallages. Les travaux se sont poursuivis entre 1914 et 1917.
Dans le coin des deux façades principales se situe un groupe sculpté symbolisant l'Épargne, œuvre de Manuel Fuxà. Dans la façade il y avait aussi une inscription avec le nom du bâtiment, Casal de l'Estalvi (« maison de l'épargne »), disparue après la Guerre Civile.
Cette construction a gagné la Grande Médaille d'Or du Concours annuel de bâtiments artistiques organisé par la Mairie de Barcelone en 1918.
En 1920 Sagnier a réalisé un bâtiment annexe, la Casal de la Previsió pour la Caixa dans la voisine rue de Jonqueres et a bâti aussi diverses succursales de la Caixa à Igualada (1922), Sabadell (1923), Manresa (1924) et Tarragone (1929).
Face à ce bâtiment se trouve le Monument à Francesc Cambó, œuvre de Víctor Ochoa de 1997.